# Stil (udtryksmåde)
 For alternative betydninger, se Stil. (Se også artikler, som begynder med Stil)
I sprogvidenskab betegner stil den litterære form og udtryksmåde, hvori et givent litterært værk fremtræder i forhold til en given modtager.

## Yderligere læsning
- Albeck, Ulla: Dansk Stilistik, Forlaget Gyldendal, København 1939.